# Kōhei Matsumoto (futbolista nacido en 1991)
Kōhei Matsumoto (松本 光平 Matsumoto Kōhei?,  nacido el 8 de marzo de 1991 en Tokio) es un exfutbolista japonés. Jugaba de defensa y su último club fue el Verspah Oita de Japón.

## Trayectoria

### Clubes
| Club                     | País  | Año         |
| ------------------------ | ----- | ----------- |
| Hoyo Oita / Verspah Oita | Japón | 2013 - 2014 |